# Беневенто Калчо
Беневенто Калчо е италиански футболен клуб от едноименния град, регион Кампания, играещ в Серия А, първото ниво на футбола в Италия. Основан през 1929 година. Домакинските си мачове играе на стадион „Чиро Вигорито“, с капацитет 25 000 зрители.
„Беневенто“ никога в историята си не е играл в Серия А. Най-доброто постижение на клуба е 1-во място в Лига Про/С (сезон 2015/16) и последвалото влизане в Серия Б (сезон 2016/17).
През последния сезон (2016/17) завършва на 5-о място и след спечелването на плейофите (на финала срещу Карпи 0:0 и 1:0) за първи път влиза в Серия А.

## Успехи
- Плейоф Серия Б: 1
2016/17
- Лига Про/С: 1
2015 – 2016 (група С)
- Серия С: 1
1945 – 1946 (група D)
- Серия Ц2: 1
2007/2008 (група С)
- Серия D2: 2
1959 – 1960 (група F), 1973 – 1974 (група С)
- Шампиони в Шампионска лига (1999 – 2000)
- Шампиони в Лига Европа (1997 – 1998)
- Купа на Италия (1999 – 2000)

## Известни играчи
- Микаел Феранте
- Дирсеу
- Джузеппе Кавана
- Рафаеле Паладино
- Хосе Монтиел
- Масамасо Чангаи
- Антони Басо
- Петар Манола
- Георге Пушкаш

## Известни треньори
- Джузепе Виани
- Джузепе Галдеризи
- Франческо Лохаконо
- Марко Барони
- Филипо Индзаги